# Paul Sein Twa
Paul Sein Twa es un activista medioambiental birmano del pueblo karen. Ganó el Premio Medioambiental Goldman en 2020.
En 2018 cofundó el Salween Peace Park. Fue copresidente del Asia Council.